# That Girl (televisieserie)
That Girl is een Amerikaanse komedieserie die op de Amerikaanse televisie werd uitgezonden van 1966 tot 1971. Marlo Thomas speelde de hoofdrol in de titelrol, Ann Marie, een aspirant (maar slechts sporadisch werkende) actrice die van haar geboorteplaats Brewster in de staat New York, verhuist om te proberen het te maken in de stad New York. Ann moet een aantal ongebruikelijke tijdelijke baantjes aannemen om zichzelf te onderhouden tussen haar verschillende audities en bijrollen door.
Het was een van de eerste sitcoms waarin een ongetrouwde vrouw centraal stond die geen huisvrouw was of bij haar ouders woonde, een voorloper van The Mary Tyler Moore Show.
Ted Bessell speelde haar vriend Donald Hollinger, een schrijver voor Newsview Magazine. Lew Parker en Rosemary DeCamp speelden Lew Marie en Helen Marie, haar bezorgde ouders. Bernie Kopell en Ruth Buzzi speelden de vrienden van Ann en Donald. That Girl werd ontwikkeld door schrijvers Bill Persky en Sam Denoff, die eerder in de jaren 1960 als hoofdschrijvers hadden gewerkt voor The Dick Van Dyke Show, waarvan de laatste aflevering uitgezonden werd één week voor de pilootaflevering van That Girl.
De show weerspiegelde de veranderende rollen van Amerikaanse vrouwen in het feministische tijdperk in Amerika. De charme van Thomas, samen met de droge humor van Bessell, maakte van That Girl een solide serie op het ABC Television Network, hoewel de serie nooit de top dertig haalde gedurende de vijf jaar dat de serie liep.
Aan het einde van het seizoen 1969-1970 deed That Girl het nog steeds redelijk goed in de kijkcijfers, maar na vier jaar was Thomas de serie beu en wilde ze verder. ABC overtuigde haar om nog een jaar te blijven. In het begin van het vijfde seizoen verloofden Don en Ann zich, maar ze trouwden nooit. De beslissing om het koppel aan het einde van de serie verloofd te laten was grotendeels het idee van Thomas. Ze wilde geen boodschap sturen naar jonge vrouwen dat het huwelijk het ultieme doel voor hen was en ze maakte zich zorgen dat het de enigszins feministische boodschap van de show zou ondermijnen.

## Rolverdeling
Legenda
 = Hoofdrol
 = Bijrol
| Marlo Thomas    | Ann Marie        | 31 | 30 | 26 | 26 | 24 | 137 |
| Ted Bessell     | Donald Hollinger | 31 | 30 | 26 | 26 | 24 | 137 |
| Lew Parker      | Lew Marie        | 8  | 17 | 16 | 13 | 9  | 63  |
| Bernie Kopell   | Jerry Bauman     | 7  | 8  | 6  | 2  | 8  | 31  |
| Rosemary DeCamp | Helen Marie      | 6  | 5  | 5  | 4  |    | 20  |